# Mādhabdi

Mādhabdi är en stad i Bangladesh och ligger i distriktet Narsingdi i provinsen Dhaka. Folkmängden uppgick till 49 583 invånare vid folkräkningen 2011, på en yta av 5,10 km². Stadens närmaste internationella flygplats är Shahjalal International Airport. Madhabdi blev en egen kommun 1993.